# Fonction Schur-convexe
En mathématique, une fonction Schur-convexe (ou convexe au sens de Schur), aussi appelée S-convexe, fonction isotone ou fonction préservant l'ordre est une fonction {\displaystyle f:\mathbb {R} ^{d}\rightarrow \mathbb {R} } telle qu'elle conserve les relations d'ordre : pour tout {\displaystyle x,y\in \mathbb {R} ^{d}} tels que x est majorée par y, f satisfait f(x) ≤ f(y).
Nommée d'après Issai Schur, les fonctions Schur-convexes sont utilisées dans l'étude de la majorisation. Toute fonction qui est convexe et symétrique est aussi Schur-convexe, mais l'implication inverse n'est pas toujours vraie. Par contre, toute fonction Schur-convexe est symétrique (par rapport aux permutations de ses arguments).

## Fonction Schur-concave
Une fonction f est dite Schur-concave si son opposée, -f, est Schur-convexe.

## Critère de Schur-Ostrowski
Si f est symétrique et possède des dérivées partielles, alors f est Schur-convexe si et seulement si pour tout 1 ≤ i ≠ j ≤ d et en tout point de {\displaystyle \mathbb {R} ^{d}} :
{\displaystyle (x_{i}-x_{j})\left({\frac {\partial f}{\partial x_{i}}}-{\frac {\partial f}{\partial x_{j}}}\right)\geq 0}.

## Exemples
- {\displaystyle f(x)=\min(x)} est Schur-concave et {\displaystyle f(x)=\max(x)} est Schur-convexe (ceci se déduit rapidement de la définition des fonctions).
- La fonction entropie de Shannon {\displaystyle \sum _{i=1}^{d}{P_{i}\cdot \log _{2}{\frac {1}{P_{i}}}}} est Schur-concave.
- La fonction entropie de Rényi est aussi Schur-concave.
- Assez naturellement, les fonctions {\displaystyle \sum _{i=1}^{d}{x_{i}^{k}}} sont toutes Schur-convexes pour k ≥ 1.
- La fonction {\displaystyle f(x)=\prod _{i=1}^{n}x_{i}} est Schur-concave, sur le domaine {\displaystyle (\mathbb {R} _{+})^{d}}. De même, les fonctions symétriques élémentaires sont Schur-concaves{\displaystyle (\mathbb {R} _{+})^{d}}.
- Une interprétation naturelle de la majorisation est que si {\displaystyle x\succ y} alors x est plus étalé que y. Il est dès lors naturel de se demander si les mesures statistiques de variabilité sont Schur-convexes. La variance et déviation standard sont toutes les deux des fonctions Schur-convexes mais la valeur absolue des écarts ne l'est pas.
- Si g est une fonction convexe définie sur un intervalle réel, alors {\displaystyle \sum _{i=1}^{n}g(x_{i})} est Schur-convexe.
- Un exemple en probabilité : si  {\displaystyle X_{1},\dots ,X_{n}} sont des variables aléatoires échangeables, alors la fonction espérance {\displaystyle \mathbb {E} \left(\prod _{j=1}^{n}X_{j}^{a_{j}}\right)} est Schur-convexe comme une fonction du multi-indice {\displaystyle a=(a_{1},\dots ,a_{n})}, sous réserve que l'espérance existe.
- Le coefficient de Gini est strictement Schur-concave.